# Refugio Emilio Goeldi
El Refugio Emilio Goeldi (en portugués: Refúgio Emílio Goeldi) es un refugio de verano de Brasil en la Antártida. Está situado en la isla Elefante, ubicada en el grupo denominado islas Piloto Pardo de las Shetland del Sur. Fue inaugurado en 1988. Depende logística y administrativamente de la Estación Antártica Comandante Ferraz. Junto con el Refugio Astrónomo Cruls, localizado en la isla Nelson, constituye la estructura de soporte básico del Programa Antártico Brasileño en la Antártida. 
Recibió su nombre en homenaje al naturalista y zoólogo suizo-brasileño Emílio Augusto Goeldi.
El refugio puede acomodar a 6 científicos durante 40 días. Está construido con paneles tipo sandwich recubiertos con fibra de vidrio en su parte interna, y con resina a base poliéster en su parte externa. Su área útil es de 14,7 m² y tiene dos pequeños anexos, uno para servir de sanitario y depósito de materiales, y otro para antesala. El agua se obtiene de una laguna cercana. Las comunicaciones son realizadas por un transmisor de radio alimentado por un pequeño generador.